# Pelophryne guentheri
Pelophryne guentheri es una especie de anfibio anuro de la familia Bufonidae. Se encuentra en Indonesia y Malasia. Habita bosques tropicales húmedos primarios en zonas de escasa altitud pero de relieve irregular. Está amenazada de extinción debido a la deforestación de las áreas que habita.